# Schwanenseepark
Der Schwanenseepark ist eine Grünfläche im Stadtteil Ellerbek der schleswig-holsteinischen Landeshauptstadt Kiel. Er befindet sich auf dem Ostufer der Kieler Förde zwischen Werftstraße, Lütjenburger Straße, Franziusallee und Hangstraße. Die ca. 11 Hektar große Parkfläche wird vom Ostring durchquert und schließt am südlichen Ende an den Stadtrat-Hahn-Park an.

## Geschichte
Der Park wurde Ende des 19. Jahrhunderts als privates Gartengelände mit Gastronomie angelegt und war ein beliebtes Ausflugsziel. Der Hufner Johannes Stange hatte in Ellerbek den Tröndelbach zu sechs Teichen für seine Fischzucht aufgestaut und ein Park-Restaurant gebaut. Die Gäste kamen zum Kaffeetrinken, Flanieren und Rudern in den Garten, der damals als das Klein Paris in Kiel galt. „Baukunst und Naturschönheit reichen sich die Hände“ und „mehr Poesie können Menschen nicht verlangen“ schrieben die Kieler Nachrichten. Nachdem die Stadt Kiel das Gelände nach Ende des Ersten Weltkriegs erwerben konnte und für die Öffentlichkeit freigab, wurde in den Teichen auch gebadet.

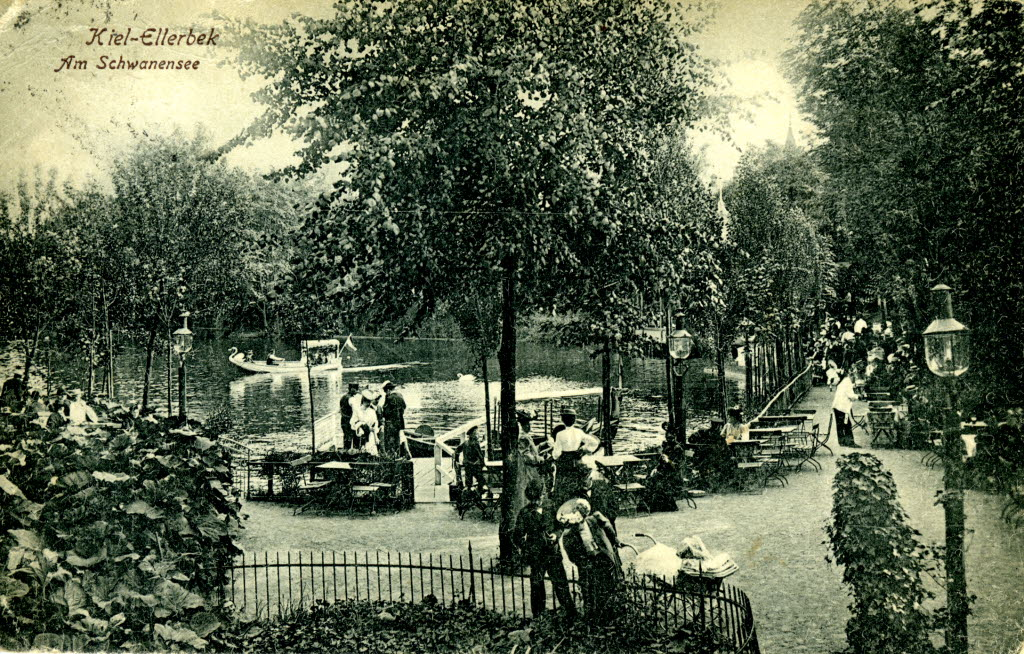
Schwanenseepark ca. 1910

Im Zweiten Weltkrieg wurde der Park bei den Luftangriffen auf Kiel stark zerstört und verwilderte in der Nachkriegszeit.
Die Grünanlage geriet in Vergessenheit, die Teiche verlandeten, Sichtachsen und Wege wuchsen zu. Die Bürgerinitiative AG Schwanenseepark begann 2008 mit der Wiederbelebung des ursprünglichen Charakters der Parklandschaft. Mit dem Aktivwerden der Bürgerinitiative investierte auch die Kieler Stadtverwaltung wieder zunehmend in den Schwanenseepark und wirkte
an der Neugestaltung mit.